# شركة مطارات جنوب إفريقيا
شركة المطارات في جنوب إفريقيا المحدودة ( ACSA ) هي شركة إدارة المطارات في جنوب إفريقيا. تأسست عام 1993، تدير الشركة تسعة من مطارات جنوب إفريقيا. يقع المقر الرئيسي للشركة في مكتب مابلز بارك في بيدفوردفيو، جنوب إفريقيا.

## المطارات
يتم تشغيل المطارات الدولية التالية من قبل الشركة:
- مطار أو آر تامبو الدولي
- مطار كيب تاون الدولي
- مطار الملك شاكا الدولي
- مطار برام فيشر الدولي
- مطار أبينجتون الدولي
- مطار الزعيم داويد ستورمان الدولي
- مطار ساو باولو جوارولوس الدولي ، البرازيل
- مطار شاتراباتي شيفاجي ماهراج الدولي ، مومباي ، الهند (اتحاد مع بيدفيست وهيئة المطارات في الهند )

يتم تشغيل المطارات المحلية التالية من قبل الشركة أيضاً:
- مطار الملك فالو
- مطار جورج
- مطار كيمبرلي
- مطار مثاثا

## روابط خارجية
- الصفحة الرئيسية لـ ACSA